# Юриспруденція чеснот
У філософії права, юриспруденція чеснот (англ. virtue jurisprudence)  —  це назва теорій права, що пов'язані з етикою чеснот. Зробивши аретичний поворот (англ. aretaic turn) у теорії права, юриспруденція чеснот зосереджує увагу на важливості характеру й людської досконалості, тобто чеснот для питань про походження права, зміст права та суддівство.

## Теми, які охоплює юриспруденція чеснот
Серед тем, які охоплює юриспруденція чеснот, існують наступні:
1. Етика чеснот має зв’язок із розрахунком справжніх цілей законодавства. Якщо мета права – зробити громадян доброчесними (на противагу максимізації корисності або реалізації набору моральних прав), які наслідки має зміст законів?
2. Етика чеснот має зв’язок із юридичною етикою. Сучасні підходи до юридичної етики наголошують на деонтологічній моральній теорії, тобто на обов'язках по відношенню до клієнта і повазі до його особистої свободи, і ці деонтологічні підходи відображені у різноманітних кодексах професійної поведінки, які були розроблені для адвокатів, суддів і законодавців.
3. Пояснення доброчинності правосуддя (зокрема, теорії Арістотеля і Томи Аквінського про природне право) мають наслідки для дискусій між прихильниками природного права і юридичними позитивістами про походження права.[1]
4. Теорія доброчесного суддівства, що описує конкретні переваги, які необхідні для суддів.

## Аретичні теорії суддівства

### Суддівські чесноти
Найбільш розвинена сторона юриспруденції чеснот – це її самобутня теорія суддівства. Теорія доброчесного суддівства пропонує перелік характеристик або переваг, з яких формується гарний суддя. Вони містять: 1) суддівську стриманість,                 2) суддівську хоробрість, 3) суддівський темперамент,                    4) суддівський інтелект, 5) суддівську мудрість і                              6) справедливість. Не дивлячись на те, що кожна теорія суддівства може включати до себе певний перелік суддівських чеснот, теорія доброчесного суддівства характерно заявляє, що суддівські чесноти є центральними, тобто вони мають легко пояснювальне і нормативне значення. 

### Критика теорії доброчесного суддівства
Багато критичних зауважень до юриспруденції чеснот є паралельними до тих, що пропонуються в контексті дискусій щодо етики чеснот. Деякі з них включають:
- Звинувачення, що юриспруденція чеснот не надає достатньо рекомендацій щодо створення правових рішень. «Чиніть так, як чинив би доброчесний суддя!» Ця формула надає замало інструкцій для звичайної людини, яка приймає рішення.
- Аргумент, що юриспруденція чеснот вимагає непомірної довіри до здібностей суддів. У демократичному суспільстві правильність або неправильність правових рішень повинна бути вирішена критерієм, який є публічним і доступним для всіх громадян. [3]

## Доброчесність як справжня мета права
Арістотель стверджував, що насадження сприяння до доброчесності є справжньою метою права. Фома Аквінський вважав, що справжні закони (ті, які є раціональними) можуть навчати чеснотам шляхом їхнього засвоєння тими, хто вже володіє достатньою кількістю чеснот, щоб зрозуміти призначення права. Навіть ті, хто ще не досягли цього рівня чеснот, можуть бути змушені підкорюватися праву, і це, можливо, дасть їм змогу стати більш доброчесними.
Сучасне переформулювання цього погляду знайдене у творах Роберта Джорджа (англ. Robert P. George). У його книзі, Making Men Moral, Джордж наводить аргументи на користь заохочування до доброчесності як мети права та проти протилежного погляду, що призначення права – це захист прав. 

## Право і чесноти за межами Західної традиції
Вислів «юриспруденція чеснот» зазвичай застосовується в контексті сучасного Західного філософського мислення про право. Проте існують важливі ідеї щодо взаємозв’язку між правом і чеснотами в інших інтелектуальних традиціях. Один із таких прикладів передбачений конфуціанськими ідеями про доброчесність. У «Бесідах і судженнях» Конфуцій стверджує, що суспільство, у якому люди є доброчесними, не потребувало б суддів, правил чи юриспруденції, тому що люди були б спроможні вирішувати соціальні конфлікти самотужки. Таким чином доводиться, що ідея доброчесності протилежна до ідеї права.
Можна стверджувати, що навіть доброчесні громадяни можуть не погоджуватися із застосуванням закону, особливо коли їхні власні інтереси або ідеологічні зобов’язання знаходяться в небезпеці. Однак цей аргумент є скоріше чужоземним і для традиційної, і для сучасної китайської політичної думки. Китайська політична теорія має тенденцію вважати, що             по-справжньому доброчесні люди – це ті, хто є самовідданими аж до мучеництва і не будуть враховувати свої власні інтереси, і що доброчесні люди можуть переходити межі ідеології. У той же час традиційна китайська політична думка вважає, що люди з абсолютними чеснотами є історично надзвичайно рідкісними, і що більшість людей, в тому числі імператор і його службовці, схильні як до корупції, так і до помилок. Отже, існує думка, що закон і, звичайно, уряд – це неудачлива необхідність у боротьбі з недосконалим світом і недосконалими людьми.
Думка про те, що насадження чеснот – це справжня мета законодавства, помітно контрастує із традиційним китайським мисленням з цього приводу, який стверджує, що закони існують через те, що людям не вистачає чеснот. Конфуціанство покладає дуже мало віри у можливість права чи зовнішнього тиску зробити людей моральними, а скоріше вірить у те, що чесноти повинні з’являтися через самоаналіз і навчання.  Протягом політичної та інтелектуальної історії Китаю конфуціанський погляд на право часто порівнювали у розмовах і практиці з китайською філософією «законників».